# Anton Kasakow
Anton Oleksandrowytsch Kasakow (ukrainisch Антон Олександрович Казаков, englische Transkription: Anton Kazakov; * 8. November 2004) ist ein ukrainischer Snookerspieler aus Dnipro.
Der ukrainische Meister von 2019 wurde 2022 durch den Gewinn der WSF Junior Championship Snookerprofi.

## Karriere

### Poolbillard
Anton Kasakow spielte zunächst Poolbillard. Als Zehnjähriger nahm er im Sommer 2015 erstmals an der ukrainischen Juniorenmeisterschaft teil und erreichte in den Disziplinen 14/1 endlos und 9-Ball das Viertelfinale. Ein Jahr später gewann er mit dem Erreichen des Halbfinales im 14/1 endlos, in dem er gegen den späteren Turniersieger Mykyta Rudenko (29:35) verlor, seine erste Medaille. Ende des Jahres nahm er erstmals an der nationalen Meisterschaft der Erwachsenen teil. Nachdem er im 14/1 endlos in der Vorrunde ausgeschieden war, gewann er im 8-Ball die Bronzemedaille, als er ins Halbfinale einzog, dort jedoch gegen Arsen Petrossow (5:7) verlor. Anschließend kam er auch im 9-Ball unter die besten 4 und verlor diesmal sein Semifinale gegen den damaligen 8-Ball-Europameister Witalij Pazura (5:8). Beim 10-Ball-Wettbewerb verpasste er hingegen den Einzug in die Endrunde.
Im Juli 2017 erzielte Kasakow bei den Jugendlichen mit dem dritten Platz im 8-Ball eine weitere Podestplatzierung. In der folgenden Zeit wendete er sich verstärkt dem Snooker zu. Erst Ende 2019 trat er wieder im Poolbillard in Erscheinung, als er bei der Jugendmeisterschaft der Oblast Dnipropetrowsk im 8-Ball Zweiter wurde. Wenig später gewann er durch einen 5:3-Finalsieg gegen Ihor Ljalin die Solar Open 2019, ein überregionales 9-Ball-Juniorenturnier in seiner Heimatstadt Dnipro. Im Juli 2020 wurde er durch Finalsiege gegen Walentyn Kobez erstmals ukrainischer Juniorenmeister in den Disziplinen 14/1 endlos und 10-Ball. Beim ukrainischen Pokal kam er 2020 und 2021 nicht über die Vorrunde hinaus.

### 2015–2022: Anfänge
Anton Kasakow begann im Alter von 11 Jahren mit dem Snookerspielen. Bei seinem ersten größeren Turnier, dem ukrainischen Unabhängigkeitspokal im August 2016 in Kiew, qualifizierte er sich als Zweitplatzierter seiner Gruppe für das Sechzehntelfinale, in dem er dem späteren Finalisten Andrij Schulha mit 1:3 unterlag.
Im Oktober 2017 zog der Zwölfjährige gleich bei seiner ersten Teilnahme an der ukrainischen Meisterschaft der Erwachsenen ins Halbfinale ein. Nachdem er unter anderem Witalij Pazura besiegt hatte, verlor er im Semifinale mit 0:3 gegen Wladyslaw Wyschnewskyj. Einen Monat später nahm er in Katar zum ersten Mal an der Amateurweltmeisterschaft teil, konnte in den vier Gruppenspielen aber nur drei Frames für sich entscheiden und schied somit als Gruppenletzter aus. Im Dezember erreichte er beim Finalturnier des ukrainischen Pokals 2017 das Achtelfinale, in dem er nur knapp dem Rekordsieger Serhij Issajenko (2:3) unterlag.
Anfang 2018 spielte Kasakow in Sofia erstmals bei der Europameisterschaft und ging dort in allen drei Altersklassen an den Start. Nachdem er bei den U18-Junioren als Gruppendritter die Endrunde knapp verpasst hatte, erreichte er in der U21-Jugend die Runde der letzten 57, in der er dem Polen Daniel Holoyda mit 1:4 unterlag. Bei den Erwachsenen zog er anschließend als Gruppendritter in die Runde der letzten 72 ein und besiegte den Nordiren Stephen Brady mit 4:3, bevor er sich in der Runde der letzten 64 dem ehemaligen Profi Fraser Patrick klar mit 1:4 geschlagen geben musste.
Bei der ukrainischen Meisterschaft 2018 erreichte er erneut das Halbfinale und verlor dort wieder gegen Wladyslaw Wyschnewskyj (2:4). Im Oktober verpasste er in Kiew bei seiner ersten Teilnahme an der Baltic Snooker League nur knapp den Einzug ins Viertelfinale. Beim ukrainischen Pokalfinale 2018 erreichte Kasakow, nachdem er unter anderem Titelverteidiger Serhij Issajenko (3:1) besiegt hatte, das Halbfinale, in dem er dem späteren Titelträger Alan Trigg jedoch mit 3:4 unterlag.
Im Februar 2019 gewann Kasakow zum ersten Mal ein Turnier des ukrainischen Pokals, als er sich beim Auftaktturnier der Serie 2019 im Finale mit 4:1 gegen Dmytro Ossypenko durchsetzte. Wenig später erzielte er bei der U18-Europameisterschaft sein bis dahin bestes Ergebnis, als er unter anderem durch Siege gegen Bulcsú Révész und Eelis Lappalainen ins Viertelfinale einzog, in dem er dem Iren Ross Bulman mit 2:4 unterlag. Anschließend erreichte er bei der U21-EM die Runde der letzten 32 und verlor mit 1:4 gegen Florian Nüßle. Bei den Herren verpasste er hingegen als Gruppendritter knapp den Einzug in die Endrunde, wenngleich er als einziger Spieler seiner Gruppe gegen den dreimaligen österreichischen Meister Andreas Ploner gewonnen hatte.
Im Mai 2019 zog Kasakow bei der ukrainischen 6-Red-Meisterschaft ins Endspiel ein. Im Finale verlor er mit 0:5 gegen Wladyslaw Wyschnewskyj, der das Turnier dadurch zum vierten Mal in Folge gewann. Am darauf folgenden Tag wurden Kasakow und Wyschnewskyj gemeinsam ukrainische Mannschaftsmeister, nachdem sie sich im Finale gegen Wadym Korjahin und Serhij Petrasch durchgesetzt hatten. Ende des Monats erreichte Kasakow bei der 6-Red-Europameisterschaft die Runde der letzten 32, in der er dem Sieger von 2017, Kristján Helgason, mit 2:4 unterlag. Im Sommer 2019 gelangte er beim Baltic-Snooker-League-Stopp in Lwiw ins Achtelfinale und schied beim Unabhängigkeitspokal in der ersten Runde aus.
Im September 2019 wurde Kasakow im Alter von 14 Jahren, 10 Monaten und 22 Tagen als bislang jüngster Spieler ukrainischer Meister. Im Finale besiegte Kasakow, der im Verlauf des Turniers nur einen Frame verloren hatte (im Achtelfinale gegen Rekordmeister Serhij Issajenko), den Titelverteidiger Wladyslaw Wyschnewskyj mit 4:0, gegen den er in den beiden Vorjahren jeweils im Halbfinale ausgeschieden war. Ende des Jahres erreichte er beim Finalturnier des ukrainischen Pokals das Halbfinale und unterlag dort dem späteren Turniersieger Julian Bojko (1:3).
Anfang 2020 erreichte Kasakow bei den WSF Junior Open, nachdem er unter anderem gegen Antoni Kowalski und Luis Vetter gewonnen hatte, das Achtelfinale, in dem er jedoch mit 0:3 gegen den Inder Kreishh Gurbaxani verlor. Kurz darauf schied er bei den WSF Open mit nur einem Sieg in der Vorrunde aus. Im Februar 2020 gelangte Kasakow bei der ukrainischen 6-Red-Meisterschaft ins Halbfinale und verlor dort gegen den späteren Turniersieger Julian Bojko (3:4). Bei den Europameisterschaften 2020 im portugiesischen Albufeira erreichte er in der Altersklasse U18 das Achtelfinale und bei den U21-Junioren sowie im 6-Red-Snooker das Sechzehntelfinale. Nachdem er bei der nationalen U21-Meisterschaft den dritten Platz belegt hatte, zog er im September 2020 bei der ukrainischen Meisterschaft der Herren zum zweiten Mal ins Endspiel ein, musste sich nach seinem Vorjahreserfolg nun jedoch Denys Chmelewskyj mit 2:4 geschlagen geben, mit dem er drei Monate zuvor die Mannschaftsmeisterschaft gewonnen hatte. Wenig später zog er beim ukrainischen Pokal ins Finale ein und verlor gegen Wladyslaw Wyschnewskyj (0:4).
Im Februar 2021 erreichte Kasakow bei der ukrainischen 6-Red-Meisterschaft das Halbfinale. Drei Monate später nahm er erstmals an der Q School teil, gewann aber lediglich beim ersten von drei Turnieren ein Spiel und verpasste damit deutlich die Qualifikation für die Profitour. Im Sommer 2021 zog er bei drei nationalen Meisterschaften ins Endspiel ein; während Kasakow beim Mannschaftswettbewerb gemeinsam mit Denys Chmelewskyj gegen Julian Bojko und Matwij Lahodsynskyj verlor, setzte er sich bei den U18-Junioren mit 3:2 gegen Matwij Lahodsynskyj durch und musste sich im Herreneinzel Wladyslaw Wyschnewskyj mit 1:4 geschlagen geben.
Bei der Europameisterschaft im Oktober 2021 verbesserte er seine Ergebnisse gegenüber dem Vorjahr deutlich und kam bei allen vier Wettbewerben mindestens in die Runde der letzten 32; so gelangte er bei den U21-Junioren ins Halbfinale, in dem er dem Belgier Julien Leclercq (2:4) unterlag und bei den Herren ins Achtelfinale, in dem er gegen den Russen Iwan Kakowski (1:4) verlor.
Anfang 2022 erreichte Kasakow bei der ukrainischen 6-Red-Meisterschaft zum vierten Mal in Folge das Halbfinale und verlor gegen Matwij Lahodsynskyj.
Nach einigen Turnierausfällen bedingt durch die COVID-19-Pandemie trat er 2022 erneut beim WSF-Jugendturnier an. Mit dem Waliser Liam Davies besiegte er im Halbfinale einen der Favoriten und durch einen 5:3-Sieg im Finale gegen Jake Crofts aus England gewann er den Titel. Damit erhielt er auch die Startberechtigung für die Spielzeiten 2022/23 und 2023/24 der World Snooker Tour der Profis.
Bei der WSF Championship schied er hingegen in der Vorrunde aus. Wenig später erreichte er bei einem Turnier der EPSB Open Series das Viertelfinale und schied bei einem Turnier der Q Tour in der Vorrunde aus. Im April 2022 nahm Kasakow als einer von 24 Amateuren an der Qualifikation zur Profiweltmeisterschaft teil und musste sich in der ersten Runde dem Chinesen Zhang Anda mit 0:6 geschlagen geben. Bei den Amateureuropameisterschaften 2022 erreichte er bei den U18-Junioren das Halbfinale, in dem er dem späteren Europameister Liam Davies unterlag, und bei den Herren das Viertelfinale, in dem er gegen Umut Dikme ausschied.

### 2022–2024: Profijahre
Im Juni 2022 gab Kasakow bei der Championship League sein Profidebüt und gewann gleich sein erstes Spiel. Nachdem er Tom Ford mit 3:1 besiegt hatte, verlor er jedoch gegen Chris Wakelin und Ian Burns und schied als Gruppenletzter aus. Anschließend blieb er bis zum letzten Turnier der Spielzeit sieglos, sein nächster Sieg gelang ihm erst in der WM-Qualifikation 2023, als er sich gegen den Ägypter Mohamed Ibrahim mit 10:6 durchsetzte, bevor er dem Engländer Mark Joyce mit 3:10 unterlag. Zweimal hatte er im Verlauf der Saison erst im Decider verloren; in der Qualifikation zu den Northern Ireland Open 2022 gegen Si Jiahui und beim WST Classic 2023 gegen Jackson Page. Er beendete seine erste Profisaison auf dem 121. Weltranglistenplatz.
Daneben nahm Kasakow ab Dezember 2022 an mehreren Turnieren der Amateurserie EPSB Open Series teil, wobei er im Januar 2023 ein Turnier durch einen 3:2-Finalsieg gegen den Engländer Chae Ross gewann und einmal das Halbfinale erreichte.
Zu Beginn seiner zweiten Profisaison erzielte Kasakow bei der Championship League 2023 ein Unentschieden gegen Oliver Lines. Sein einziger Sieg in dieser Spielzeit gelang ihm in der Qualifikation zu den Northern Ireland Open 2023, als er sich gegen Long Zehuang mit 4:1 durchsetzte. Beim Hauptturnier in Belfast musste er sich jedoch dem Iraner Hossein Vafaei mit 0:4 geschlagen geben. Nach der WM-Qualifikation 2024, in der er dem Engländer Liam Pullen in der ersten Runde mit 3:10 unterlag, beendete die Saison auf dem 117. Weltranglistenplatz und verlor somit seinen Profistatus.
Wie bereits in der Vorsaison hatte Kasakow auch in der Spielzeit 2023/24 an der EPSB Open Series teilgenommen, war diesmal jedoch bei keinem Turnier über das Achtelfinale hinausgekommen.

### Seit 2024: Amateur
Im Mai 2024 nahm Kasakow an der Q School teil und erreichte beim ersten Turnier das Halbfinale und beim zweiten Turnier das Viertelfinale seiner Gruppe. Damit verpasste er die Rückkehr auf die Profitour, als Siebtplatzierter der Order of Merit konnte er jedoch in der Saison 2024/25 als Nachrücker an mehreren Profiturnieren teilnehmen.
Nachdem er bei der Championship League wie bereits im Vorjahr mit einem Unentschieden als Gruppenletzter ausgeschieden war, setzte er sich in der Qualifikation für die British Open 2024 mit 4:2 gegen den Amerikaner Ahmed Aly Elsayed durch und verlor beim Hauptturnier in Cheltenham mit 0:4 gegen Liam Davies. Bei den weiteren Profiturnieren der Saison blieb er sieglos, wobei er bei den Northern Ireland Open 2024 erst im Decider dem Engländer Louis Heathcote unterlag.
Daneben trat Kasakow in der Spielzeit 2024/25 bei allen sieben europäischen Turnieren der Q Tour an. Dabei erreichte er einmal das Achtelfinale und viermal die Runde der letzten 32 und belegte in der Gesamtrangliste den 30. Platz, womit er deutlich die Qualifikation für die Play-offs verpasste. Bei der EPSB Open Series 2024/25 nahm er lediglich an einem Turnier teil und schied dort in der Auftaktrunde aus.
Im Oktober 2024 erreichte Kasakow bei der 6-Red-Europameisterschaft die Runde der letzten 64. Im März 2025 zog er bei der U21-EM ins Halbfinale ein, in dem er dem Engländer Oliver Sykes unterlag, und gelangte bei der Herren-EM in die Runde der letzten 64.

## Erfolge
Einzelerfolge
| Ergebnis        | Jahr   | Turnier                           | Finalgegner            | Endstand |
| --------------- | ------ | --------------------------------- | ---------------------- | -------- |
| Amateurturniere |        |                                   |                        |          |
| Sieger          | 2019/1 | Ukrainischer Pokal                | Dmytro Ossypenko       | 4:1      |
| Finalist        | 2019   | Ukrainische Meisterschaft (6-Red) | Wladyslaw Wyschnewskyj | 0:5      |
| Sieger          | 2019   | Ukrainische Meisterschaft         | Wladyslaw Wyschnewskyj | 4:0      |
| Finalist        | 2020   | Ukrainische Meisterschaft         | Denys Chmelewskyj      | 2:4      |
| Finalist        | 2020   | Ukrainischer Pokal                | Wladyslaw Wyschnewskyj | 0:4      |
| Sieger          | 2021   | Ukrainische U18-Meisterschaft     | Matwij Lahodsynskyj    | 3:2      |
| Finalist        | 2021   | Ukrainische Meisterschaft         | Wladyslaw Wyschnewskyj | 1:4      |
| Sieger          | 2022   | WSF Junior Championship           | Jake Crofts            | 5:3      |
| Sieger          | 2023   | EPSB Open Series – Event 4        | Chae Ross              | 3:2      |

Mannschaftserfolge
| Ergebnis | Jahr | Turnier                   | Teampartner            | Finalgegner                      | Endstand |
| -------- | ---- | ------------------------- | ---------------------- | -------------------------------- | -------- |
| Sieger   | 2019 | Ukrainische Meisterschaft | Wladyslaw Wyschnewskyj | Wadym Korjahin Serhij Petrasch   | 3:0      |
| Sieger   | 2020 | Ukrainische Meisterschaft | Denys Chmelewskyj      | Kyrylo Bajdala Jurij Semko       | 3:1      |
| Finalist | 2021 | Ukrainische Meisterschaft | Denys Chmelewskyj      | Julian Bojko Matwij Lahodsynskyj | 2:3      |

## Saisonübersicht
| Weltrangliste WRL | AP EP |

| –    |
| – ET |

| R1   |
| – ET |

| L128 |
| – ET |

| L128 |
| – ET |

| Legende | Legende                               |
| ------- | ------------------------------------- |
| S       | Sieger                                |
| F       | Finalist                              |
| HF      | Halbfinalist                          |
| VF      | Viertelfinalist                       |
| AF      | Achtelfinalist                        |
| LX      | Niederlage in der Runde der letzten X |
| RX      | Niederlage in Runde X                 |
| WR      | Niederlage in der Wildcardrunde       |
| QR      | Niederlage in der Qualifikation       |
| NQ      | Nicht qualifiziert                    |
| –       | nicht teilgenommen                    |
| –       | keine Weltranglistenplatzierung       |
| n. a.   | nicht ausgetragen                     |
| k. R.   | keine Rangliste                       |
| TS / TN | Turniersiege / Teilnahmen             |
| AP      | Ranglistenposition am Saisonbeginn    |
| EP      | Ranglistenposition am Saisonende      |